# Хипарх (син Пизистрата)
Хипарх (грч. Ἵππαρχος; умро 514. п. н. е.) био је млађи Пизистратов син и брат тиранина Хипије.

## Биографија
Пизистрат умире 527. године п. н. е. На престолу га је наследио Хипија, старији син. Иако су неко историчари наводили да су браћа владари као двојица тиранина, Тукидид јасно наводи да је само Хипија наследио престо. Хипарх је био љубитељ уметности. У Атину је довео Анакреонта и Симонида Кејанина, а по Атици је поставио Хермесове бисте, херме. Приписује му се и доношење текста Хомерових песама у Атину и увођење рецитовања хомерске поезије у Панатенејске игре. 
Хипарх је убијен 514. године п. н. е. од стране Хармодија и Аристогона. Херодот и Тукидид наводе разлоге овог убиства. Хипарх је тражио сексуалну везу од Хармодија који је тада, са 15 година, већ био љубавник (ероменос) Аристогитона, припадника угледне атинске породице. Хармодије га је одбио и обавестио Аристогитона о удварању. Хипарх је тада позвао Хармодијеву сестру на Панатенејски фестивал као канефору како би је оптужио да није девица и јавно јој одузео титулу. Хипије и Аристогитон убили су Хипарха на Панатенејама, али су заробљени од стране његове страже. Хармодије је одмах погинуо, а Аристогитон након мучења. 